# Cycloramphus lutzorum
Cycloramphus lutzorum är en groddjursart som beskrevs av Heyer 1983. Cycloramphus lutzorum ingår i släktet Cycloramphus och familjen Cycloramphidae. IUCN kategoriserar arten globalt som otillräckligt studerad. Inga underarter finns listade i Catalogue of Life.